# Bell Helicopter
Bell Helicopter Textron  je američki proizvođač helikoptera i zrakoplova s nagibnim rotorom (tiltrotor) sa sjedištem u Fort Worth, Teksas, SAD. Kao Textronova divizija, Bell proizvodi vojne helikoptere u SAD-u (prvenstveno oko Fort Wortha, kao u Amarillu, Teksas) te komercijalne rotokoptere u Mirabelu, Quebec, Kanada.
Kompaniju je osnovao 10. srpnja 1935. kao "Bell Aircraft Corporation" Lawrence Dale Bell u Buffalu, New York.

## Proizvodi

### Komercijalni helikopteri
- Bell 47
- Bell 204
- Bell 205
- Bell 206
- Bell 210
- Bell 212
- Bell 214
- Bell 214ST
- Bell 222
- Bell 230
- Bell 407
- Bell 412
- Bell 417
- Bell 427
- Bell 429
- Bell 430

### Vojni helikopteri
- H-13 Sioux
- Bell HSL
- UH-1 Iroquois (ili Huey)
- UH-1N Twin Huey
- Bell 533
- AH-1 Cobra (ili HueyCobra)
- AH-1 SeaCobra/SuperCobra
- YAH-63/Model 409
- OH-58 Kiowa
- UH-1Y Venom
- AH-1Z Viper (ili SuperCobra)
- Bell ARH-70

### Zrakoplovi s nagibnim rotorima
- V-22 Osprey
- Bell/Agusta BA609 - zajedno s AgustaWestland
- TR918 Eagle Eye UAV
- Quad TiltRotor -zajedno s Boeing IDS

### Projekti proizvedeni zajedno s drugim kompanijama
- AgustaWestland AW139 helikopter

## Vanjske poveznice
- Službene stranice